# Owen-Bruchzone

Karte der Region mit der weiß markierten Bruchzone.

Die Owen-Bruchzone ist eine Transformstörung im Indischen Ozean. Sie verläuft in nordost-südwestlicher Richtung vor der Südostküste der Arabischen Halbinsel und stellt die tektonische Grenze zwischen der Arabischen und der Indischen Platte sowie an ihrem südlichen Ende der Afrikanischen Platte dar. Die Störung ist der östliche Endpunkt des Aden-Rückens und der westliche Endpunkt des Carlsberg-Rückens, der Plattengrenzen zwischen der Arabischen bzw. Indischen Platte und der Afrikanischen Platte, die sich hier anschließen. Der Tripelpunkt zwischen diesen drei Platten wird auch als Aden-Owen-Carlsberg-Tripelpunkt bezeichnet.
Im Gebiet der Owen-Bruchzone, insbesondere im Bereich des Tripelpunkts, kommt es immer wieder zu mittelschweren Seebeben, wie z. B. am 19. Juli 2014 mit einer Stärke von 6,0.
Benannt wurde die Owen-Bruchzone nach der HMS Owen, einer als Forschungsschiff eingesetzten Fregatte der Royal Navy, die sie 1963 entdeckte.